# Martres-de-Rivière
Pour les articles homonymes, voir Martres.
Martres-de-Rivière est une commune française située dans l'ouest du département de la Haute-Garonne, en région Occitanie.
Sur le plan historique et culturel, la commune est dans le pays de Comminges, correspondant à l’ancien comté de Comminges, circonscription de la province de Gascogne située sur les départements actuels du Gers, de la Haute-Garonne, des Hautes-Pyrénées et de l'Ariège. Exposée à un climat océanique altéré, elle est drainée par Canal de Camon et par un autre cours d'eau. La commune possède un patrimoine naturel remarquable composé de deux zones naturelles d'intérêt écologique, faunistique et floristique.
Martres-de-Rivière est une commune rurale qui compte 418 habitants en 2022, après avoir connu une forte hausse de la population depuis 1975. Elle fait partie de l'aire d'attraction de Saint-Gaudens. Ses habitants sont appelés les Martrais ou  Martraises.

## Géographie

### Localisation
La commune de Martres-de-Rivière se trouve dans le département de la Haute-Garonne, en région Occitanie.
Elle se situe à 87 km à vol d'oiseau de Toulouse, préfecture du département, à 7 km de Saint-Gaudens, sous-préfecture, et à 32 km de Bagnères-de-Luchon, bureau centralisateur du canton de Bagnères-de-Luchon dont dépend la commune depuis 2015 pour les élections départementales.
La commune fait en outre partie du bassin de vie de Montréjeau.
Les communes les plus proches sont : 
Ardiège (1,1 km), Cier-de-Rivière (1,9 km), Pointis-de-Rivière (2,1 km), Clarac (2,3 km), Labarthe-Rivière (2,5 km), Bordes-de-Rivière (3,2 km), Huos (3,7 km), Ausson (3,7 km).
Sur le plan historique et culturel, Martres-de-Rivière fait partie du pays de Comminges, correspondant à l’ancien comté de Comminges, circonscription de la province de Gascogne située sur les départements actuels du Gers, de la Haute-Garonne, des Hautes-Pyrénées et de l'Ariège.
Martres-de-Rivière est limitrophe de trois autres communes.
Les communes limitrophes sont  Ardiège, Labarthe-Rivière et Pointis-de-Rivière.
| Pointis-de-Rivière |                    |                  |
|                    | Martres-de-Rivière | Labarthe-Rivière |
| Ardiège            |                    |                  |

### Géologie et relief
La commune de Martres-de-Rivière est établie dans la plaine de la Garonne.
La superficie de la commune est de 359 hectares ; son altitude varie de 391  à   569 mètres.

### Hydrographie

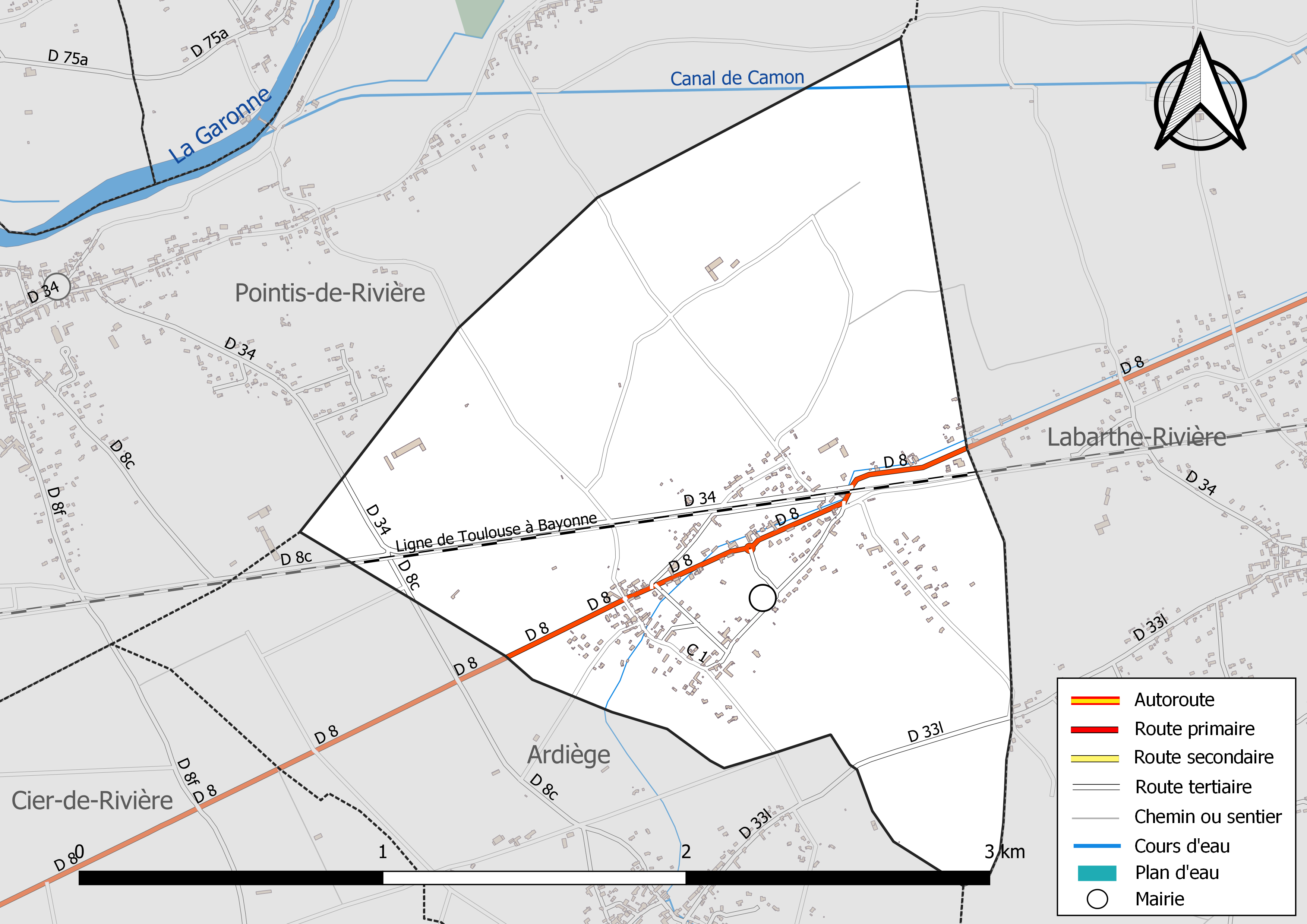
Réseaux hydrographique et routier de Martres-de-Rivière.

La commune est dans le bassin de la Garonne, au sein du bassin hydrographique Adour-Garonne. Elle est drainée par Canal de Camon et par un petit cours d'eau, constituant un réseau hydrographique de 2 km de longueur totale,.

### Climat
Pour des articles plus généraux, voir Climat de l'Occitanie et Climat de la Haute-Garonne.
En 2010, le climat de la commune est de type climat océanique altéré, selon une étude s'appuyant sur une série de données couvrant la période 1971-2000. En 2020, Météo-France publie une typologie des climats de la France métropolitaine dans laquelle la commune est exposée à un climat de montagne ou de marges de montagne et est dans la région climatique Pyrénées centrales, caractérisée par une pluviométrie annuelle de 1 000 à 1 200 mm.
Pour la période 1971-2000, la température annuelle moyenne est de 11,9 °C, avec une amplitude thermique annuelle de 14,7 °C. Le cumul annuel moyen de précipitations est de 912 mm, avec 9,5 jours de précipitations en janvier et 6,7 jours en juillet. Pour la période 1991-2020, la température moyenne annuelle observée sur la station météorologique la plus proche, située sur la commune de Clarac à 2 km à vol d'oiseau, est de 12,5 °C et le cumul annuel moyen de précipitations est de 804,9 mm,. Pour l'avenir, les paramètres climatiques de la commune estimés pour 2050 selon différents scénarios d’émission de gaz à effet de serre sont consultables sur un site dédié publié par Météo-France en novembre 2022.

### Milieux naturels et biodiversité

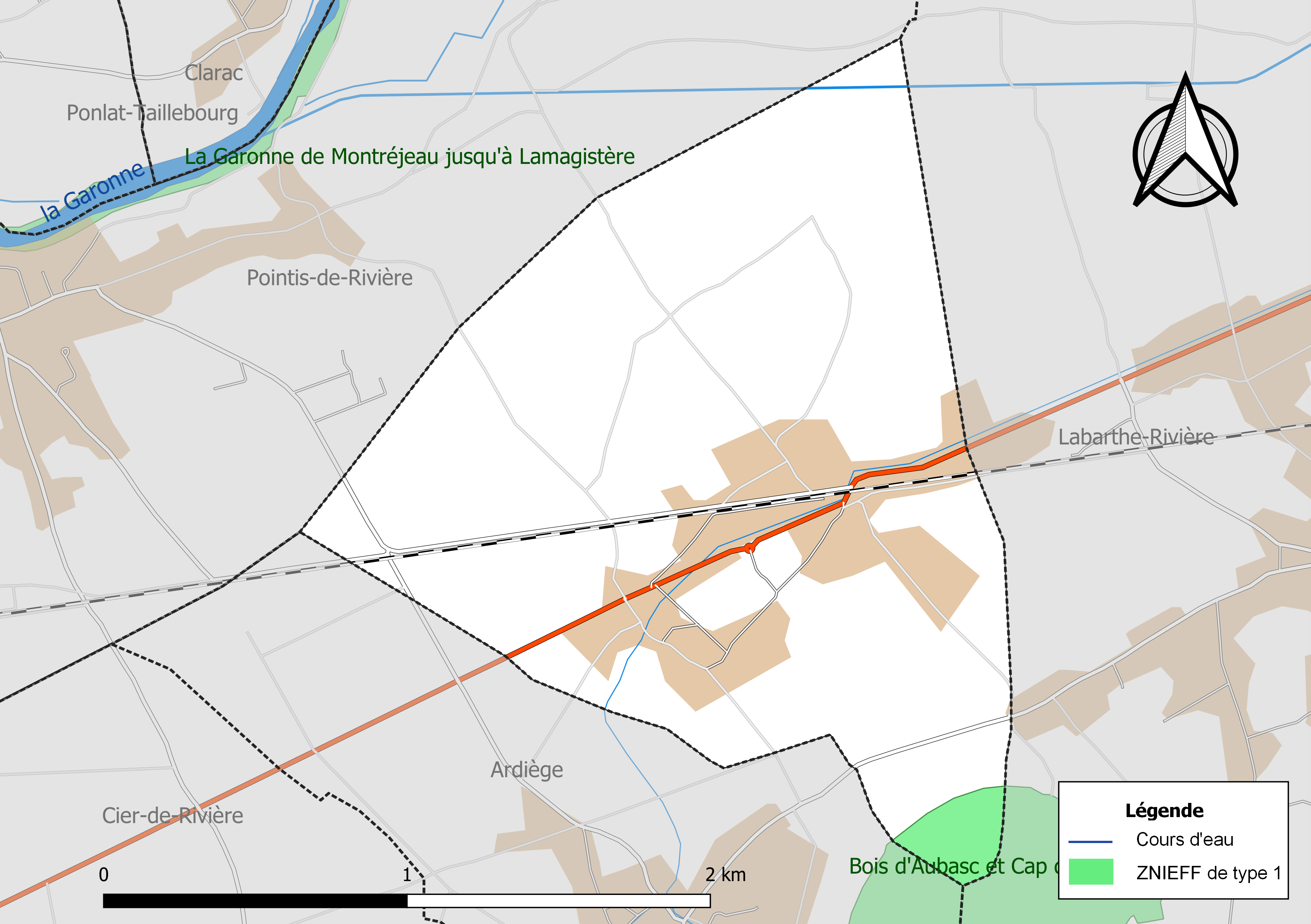
Carte de la ZNIEFF de type 1 localisée sur la commune.

L’inventaire des zones naturelles d'intérêt écologique, faunistique et floristique (ZNIEFF) a pour objectif de réaliser une couverture des zones les plus intéressantes sur le plan écologique, essentiellement dans la perspective d’améliorer la connaissance du patrimoine naturel national et de fournir aux différents décideurs un outil d’aide à la prise en compte de l’environnement dans l’aménagement du territoire.
Une ZNIEFF de type 1 est recensée sur la commune :
les « bois d'Aubasc et cap de Houcheton » (135 ha), couvrant 4 communes du département et une ZNIEFF de type 2, : 
le « piémont calcaire commingeois et bassin de Sauveterre » (8 553 ha), couvrant 26 communes du département.

## Urbanisme

### Typologie
Au 1er janvier 2024, Martres-de-Rivière est catégorisée commune rurale à habitat dispersé, selon la nouvelle grille communale de densité à sept niveaux définie par l'Insee en 2022.
Elle est située hors unité urbaine. Par ailleurs la commune fait partie de l'aire d'attraction de Saint-Gaudens, dont elle est une commune de la couronne,. Cette aire, qui regroupe 85 communes, est catégorisée dans les aires de moins de 50 000 habitants,.

### Occupation des sols
L'occupation des sols de la commune, telle qu'elle ressort de la base de données européenne d’occupation biophysique des sols Corine Land Cover (CLC), est marquée par l'importance des territoires agricoles (81,6 % en 2018), en diminution par rapport à 1990 (85,5 %). La répartition détaillée en 2018 est la suivante : 
terres arables (72,2 %), zones urbanisées (16,1 %), prairies (9,4 %), forêts (2,4 %). L'évolution de l’occupation des sols de la commune et de ses infrastructures peut être observée sur les différentes représentations cartographiques du territoire : la carte de Cassini (XVIIIe siècle), la carte d'état-major (1820-1866) et les cartes ou photos aériennes de l'IGN pour la période actuelle (1950 à aujourd'hui).

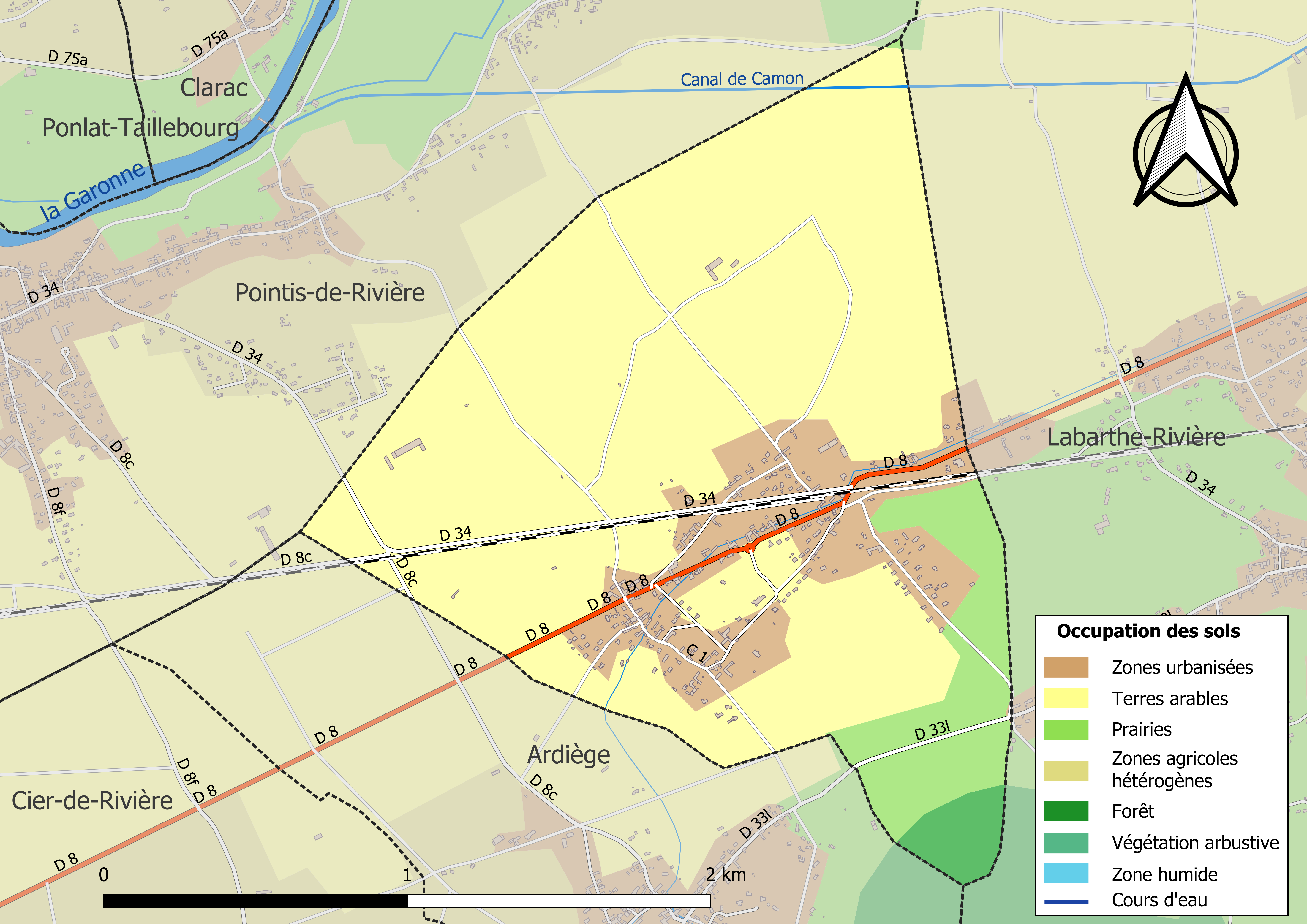
Carte des infrastructures et de l'occupation des sols de la commune en 2018 (CLC).

### Voies de communication et transports
Accès avec les routes départementales D 8 et D 34. Ainsi qu'avec le train en gare de Martres-de-Rivière sur la ligne de Toulouse à Bayonne.

### Risques majeurs
Le territoire de la commune de Martres-de-Rivière est vulnérable à différents aléas naturels : météorologiques (tempête, orage, neige, grand froid, canicule ou sécheresse), feux de forêts et séisme (sismicité modérée). Un site publié par le BRGM permet d'évaluer simplement et rapidement les risques d'un bien localisé soit par son adresse soit par le numéro de sa parcelle.
Un plan départemental de protection des forêts contre les incendies a été approuvé par arrêté préfectoral du 25 septembre 2006. Martres-de-Rivière est exposée au risque de feu de forêt du fait de la présence sur son territoire du massif des piémonts des Pyrénées. Il est ainsi défendu aux propriétaires de la commune et à leurs ayants droit de porter ou d’allumer du feu dans l'intérieur et à une distance de 200 mètres des bois, forêts, plantations, reboisements ainsi que des landes. L’écobuage est également interdit, ainsi que les feux de type méchouis et barbecues, à l’exception de ceux prévus dans des installations fixes (non situées sous couvert d'arbres) constituant une dépendance d'habitation,

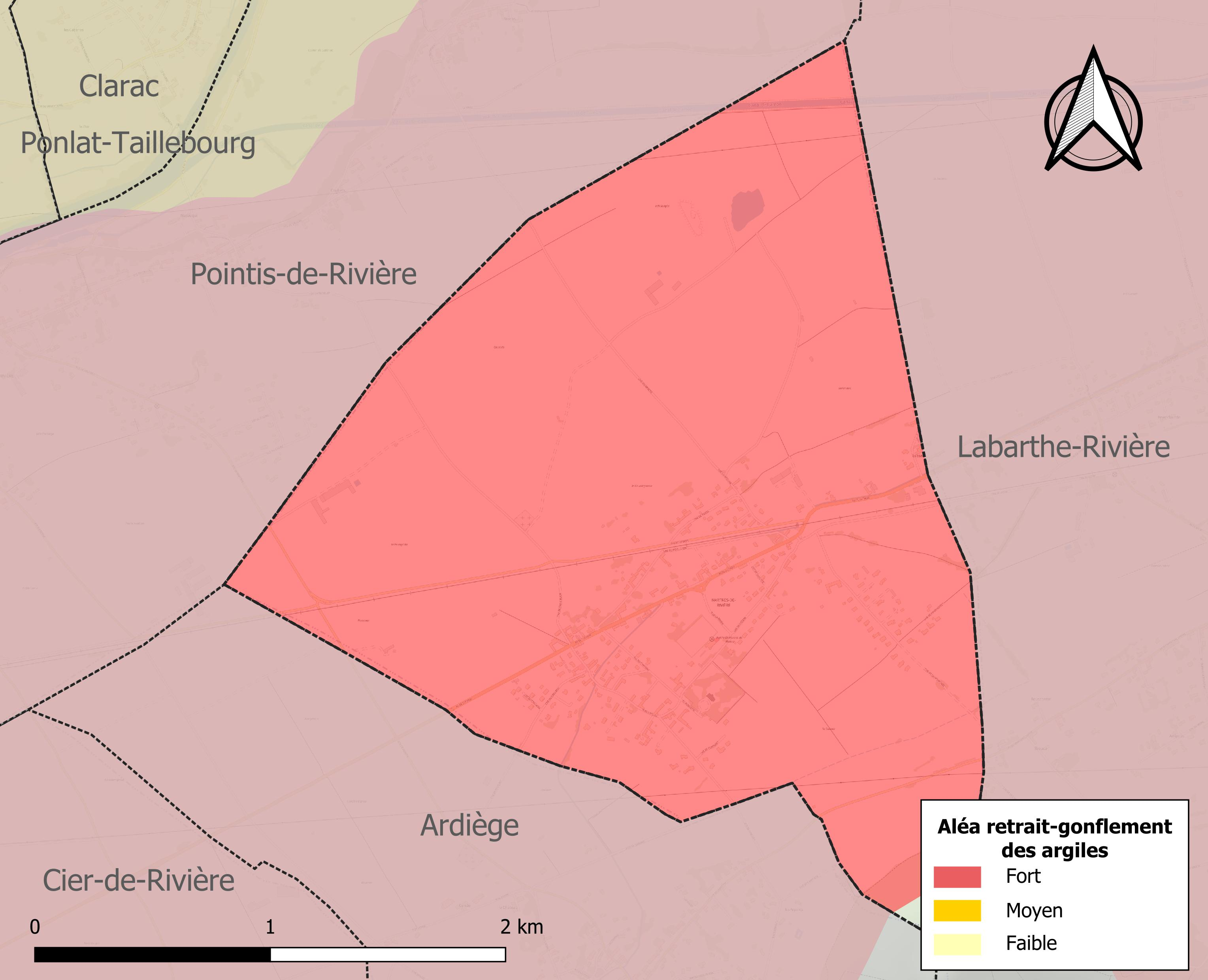
Carte des zones d'aléa retrait-gonflement des sols argileux de Martres-de-Rivière.

Le retrait-gonflement des sols argileux est susceptible d'engendrer des dommages importants aux bâtiments en cas d’alternance de périodes de sécheresse et de pluie. 99,1 % de la superficie communale est en aléa moyen ou fort (88,8 % au niveau départemental et 48,5 % au niveau national). Sur les 193 bâtiments dénombrés sur la commune en 2019, 193 sont en aléa moyen ou fort, soit 100 %, à comparer aux 98 % au niveau départemental et 54 % au niveau national. Une cartographie de l'exposition du territoire national au retrait gonflement des sols argileux est disponible sur le site du BRGM,.
Par ailleurs, afin de mieux appréhender le risque d’affaissement de terrain, l'inventaire national des cavités souterraines permet de localiser celles situées sur la commune.
Concernant les mouvements de terrains, la commune a été reconnue en état de catastrophe naturelle au titre des dommages causés par la sécheresse en 1989 et 2003 et par des mouvements de terrain en 1999.

## Histoire
Jusqu'à la Révolution, la paroisse de Martres-de-Rivière formait, avec celles de Huos, Pointis-de-Rivière et de Cier-de-Rivière, l'une des enclaves languedociennes du « Petit-Comminges », l'un des 24 diocèses civils des États du Languedoc. Les paroisses voisines faisaient partie, elles, du comté du Comminges qui dépendait de la Gascogne.
Le 9 juin 1862 par la Compagnie des chemins de fer du Midi et du Canal latéral à la Garonne met en service la halte de Martres-de-Rivière lorsqu'elle ouvre à l'exploitation la première section de sa ligne de Toulouse à Bayonne (cette gare est fermée au XXe siècle, les installations ont été détruites).

### Héraldique
| Martres-de-Rivière | Son blasonnement est : Tiercé en chevron d'or, d'azur et d'argent. |

## Politique et administration

### Administration municipale
Le nombre d'habitants au recensement de 2017 étant compris entre 100 et 499, le nombre de membres du conseil municipal pour l'élection de 2020 est de 11,.

### Rattachements administratifs et électoraux
Commune faisant partie de la huitième circonscription de la Haute-Garonne, de la communauté de communes du Haut Comminges et du canton de Bagnères-de-Luchon (avant le redécoupage départemental de 2014, Martres-de-Rivière faisait partie de l'ex-canton de Barbazan).

### Liste des maires
| Période                                  | Période  | Identité            | Étiquette | Qualité                                                                                            |
| ---------------------------------------- | -------- | ------------------- | --------- | -------------------------------------------------------------------------------------------------- |
| avant 1943                               |          | Armand Sarramon     |           | Médecin, colonel Président de la Commission spéciale Nommé membre du Conseil départemental en 1943 |
| avant 1988                               | 1989     | Sylvain Pérès       | PS        | |
| mars 1989                                | 2014     | Michel Daltin       | PS        | |
| mars 2014                                | En cours | Jean-Paul Salvatico | SE        | Retraité                                                                                           |
| Les données manquantes sont à compléter. |          |                     |           | |

## Population et société

### Démographie
L'évolution du nombre d'habitants est connue à travers les recensements de la population effectués dans la commune depuis 1793. Pour les communes de moins de 10 000 habitants, une enquête de recensement portant sur toute la population est réalisée tous les cinq ans, les populations de référence des années intermédiaires étant quant à elles estimées par interpolation ou extrapolation. Pour la commune, le premier recensement exhaustif entrant dans le cadre du nouveau dispositif a été réalisé en 2006.

En 2022, la commune comptait 418 habitants, en évolution de +14,84 % par rapport à 2016 (Haute-Garonne : +8,02 %, France hors Mayotte : +2,11 %).
| 1793 | 1800 | 1806 | 1821 | 1831 | 1836 | 1841 | 1846 | 1851 |
| ---- | ---- | ---- | ---- | ---- | ---- | ---- | ---- | ---- |
| 236  | 277  | 301  | 207  | 353  | 326  | 322  | 383  | 413  |

| 1856 | 1861 | 1866 | 1872 | 1876 | 1881 | 1886 | 1891 | 1896 |
| ---- | ---- | ---- | ---- | ---- | ---- | ---- | ---- | ---- |
| 367  | 365  | 339  | 324  | 314  | 311  | 298  | 268  | 297  |

| 1901 | 1906 | 1911 | 1921 | 1926 | 1931 | 1936 | 1946 | 1954 |
| ---- | ---- | ---- | ---- | ---- | ---- | ---- | ---- | ---- |
| 256  | 266  | 252  | 206  | 210  | 215  | 212  | 201  | 201  |

| 1962 | 1968 | 1975 | 1982 | 1990 | 1999 | 2006 | 2011 | 2016 |
| ---- | ---- | ---- | ---- | ---- | ---- | ---- | ---- | ---- |
| 224  | 229  | 240  | 276  | 292  | 307  | 357  | 397  | 364  |

| 2021 | 2022 | - | - | - | - | - | - | - |
| ---- | ---- | - | - | - | - | - | - | - |
| 396  | 418  | - | - | - | - | - | - | - |

| selon la population municipale des années : | 1968 | 1975 | 1982 | 1990 | 1999 | 2006 | 2009 | 2013 |
| Rang de la commune dans le département      | 263  | 230  | 292  | 271  | 272  | 277  | 280  | 274  |
| Nombre de communes du département           | 592  | 582  | 586  | 588  | 588  | 588  | 589  | 589  |

### Enseignement
Martres-de-Rivière fait partie de l'académie de Toulouse.

### Culture et festivités
- Panthéon pyrénéen,

### Activités sportives
Chasse, pétanque, randonnée pédestre,

## Économie

### Revenus
En 2018  (données Insee publiées en septembre 2021), la commune compte 171 ménages fiscaux, regroupant 406 personnes. La médiane du revenu disponible par unité de consommation est de 23 350 € (23 140 € dans le département).

### Emploi
|                | 2008  | 2013  | 2018  |
| -------------- | ----- | ----- | ----- |
| Commune        | 7,1 % | 6,9 % | 7,1 % |
| Département    | 7,7 % | 9,6 % | 9,3 % |
| France entière | 8,3 % | 10 %  | 10 %  |

En 2018, la population âgée de 15 à 64 ans s'élève à 230 personnes, parmi lesquelles on compte 75,7 % d'actifs (68,6 % ayant un emploi et 7,1 % de chômeurs) et 24,3 % d'inactifs,. Depuis 2008, le taux de chômage communal (au sens du recensement) des 15-64 ans est inférieur à celui de la France et du département.
La commune fait partie de la couronne de l'aire d'attraction de Saint-Gaudens, du fait qu'au moins 15 % des actifs travaillent dans le pôle,. Elle compte 31 emplois en 2018, contre 44 en 2013 et 34 en 2008. Le nombre d'actifs ayant un emploi résidant dans la commune est de 163, soit un indicateur de concentration d'emploi de 18,9 % et un taux d'activité parmi les 15 ans ou plus de 59,3 %.
Sur ces 163 actifs de 15 ans ou plus ayant un emploi, 10 travaillent dans la commune, soit 6 % des habitants. Pour se rendre au travail, 96,6 % des habitants utilisent un véhicule personnel ou de fonction à quatre roues, 1,7 % les transports en commun, 0,5 % s'y rendent en deux-roues, à vélo ou à pied et 1,1 % n'ont pas besoin de transport (travail au domicile).

### Activités hors agriculture
28 établissements sont implantés à Martres-de-Rivière au 31 décembre 2019. Le tableau ci-dessous en détaille le nombre par secteur d'activité et compare les ratios avec ceux du département,.
Le secteur de l'industrie manufacturière, des industries extractives et autres est prépondérant sur la commune puisqu'il représente 25 % du nombre total d'établissements de la commune (7 sur les 28 entreprises implantées  à Martres-de-Rivière), contre 5,7 % au niveau départemental.

### Agriculture
|               | 1988 | 2000 | 2010 | 2020 |
| ------------- | ---- | ---- | ---- | ---- |
| Exploitations | 11   | 7    | 9    | 8    |
| SAU (ha)      | 197  | 221  | 244  | 504  |

La commune est dans « La Rivière », une petite région agricole localisée dans le sud du département de la Haute-Garonne, constituant la partie piémont au relief plus doux que les Pyrénées centrales la bordant au sud et où la vallée de la Garonne s’élargit. En 2020, l'orientation technico-économique de l'agriculture sur la commune est la polyculture et/ou le polyélevage. Huit exploitations agricoles ayant leur siège dans la commune sont dénombrées lors du recensement agricole de 2020 (onze en 1988). La superficie agricole utilisée est de 504 ha,,.

## Culture locale et patrimoine

### Lieux et monuments
- Église Saint-Barthélemy.
- Oratoire Saint-Roch.
- Château du XIXe siècle[41].
- Chapelle du château construite en 1840.

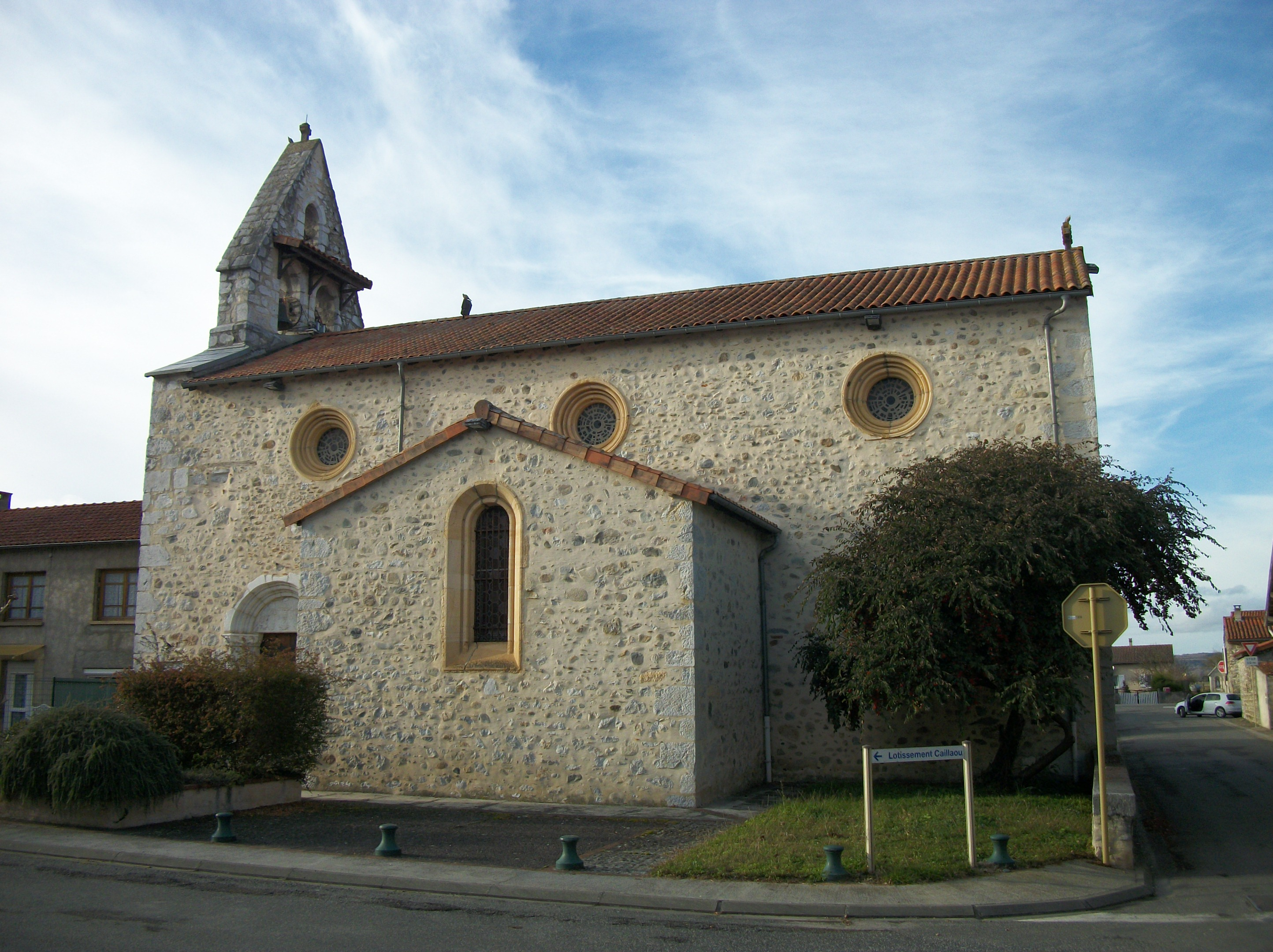
Église Saint-Barthélemy.
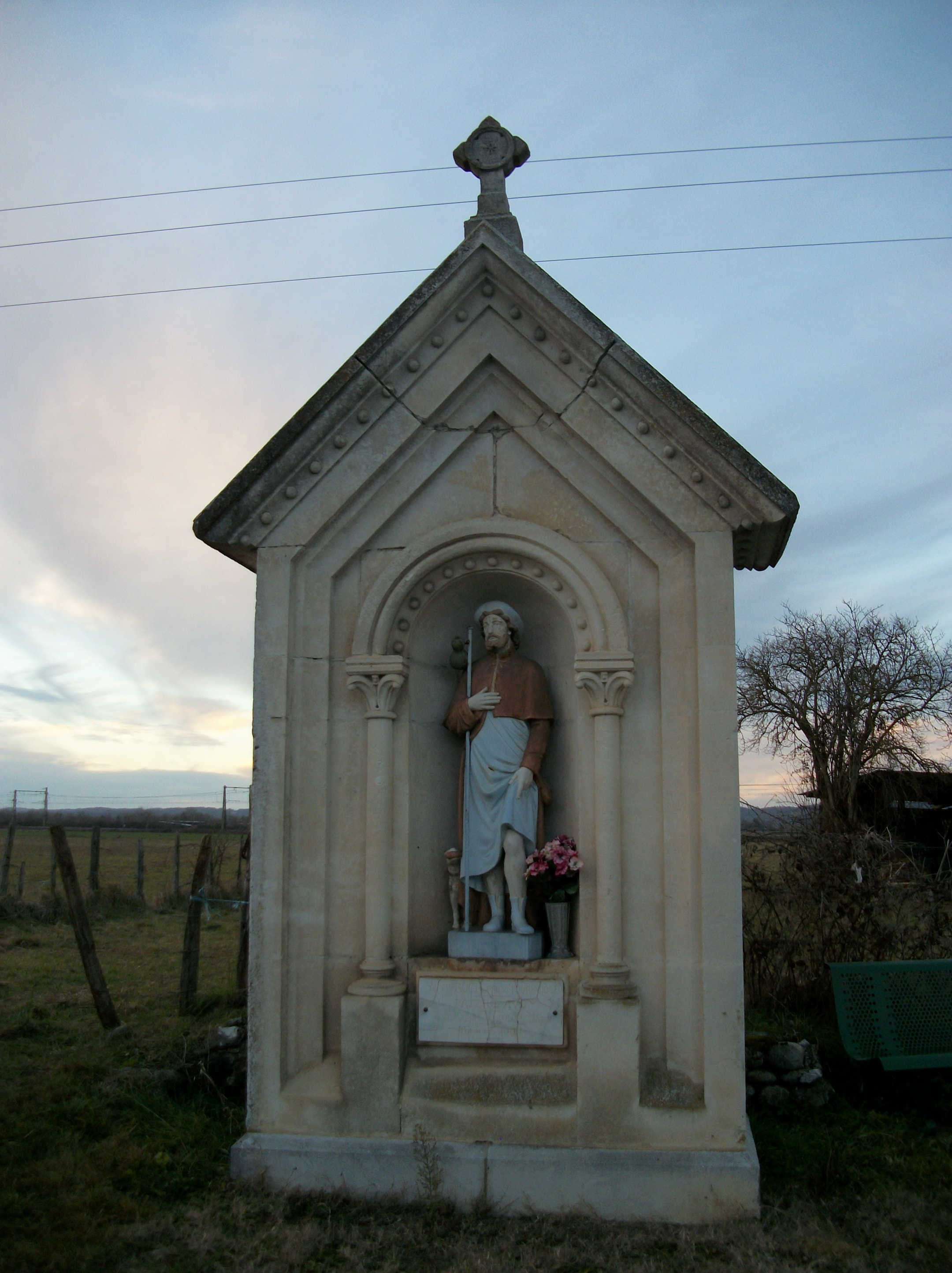
Oratoire Saint-Roch.
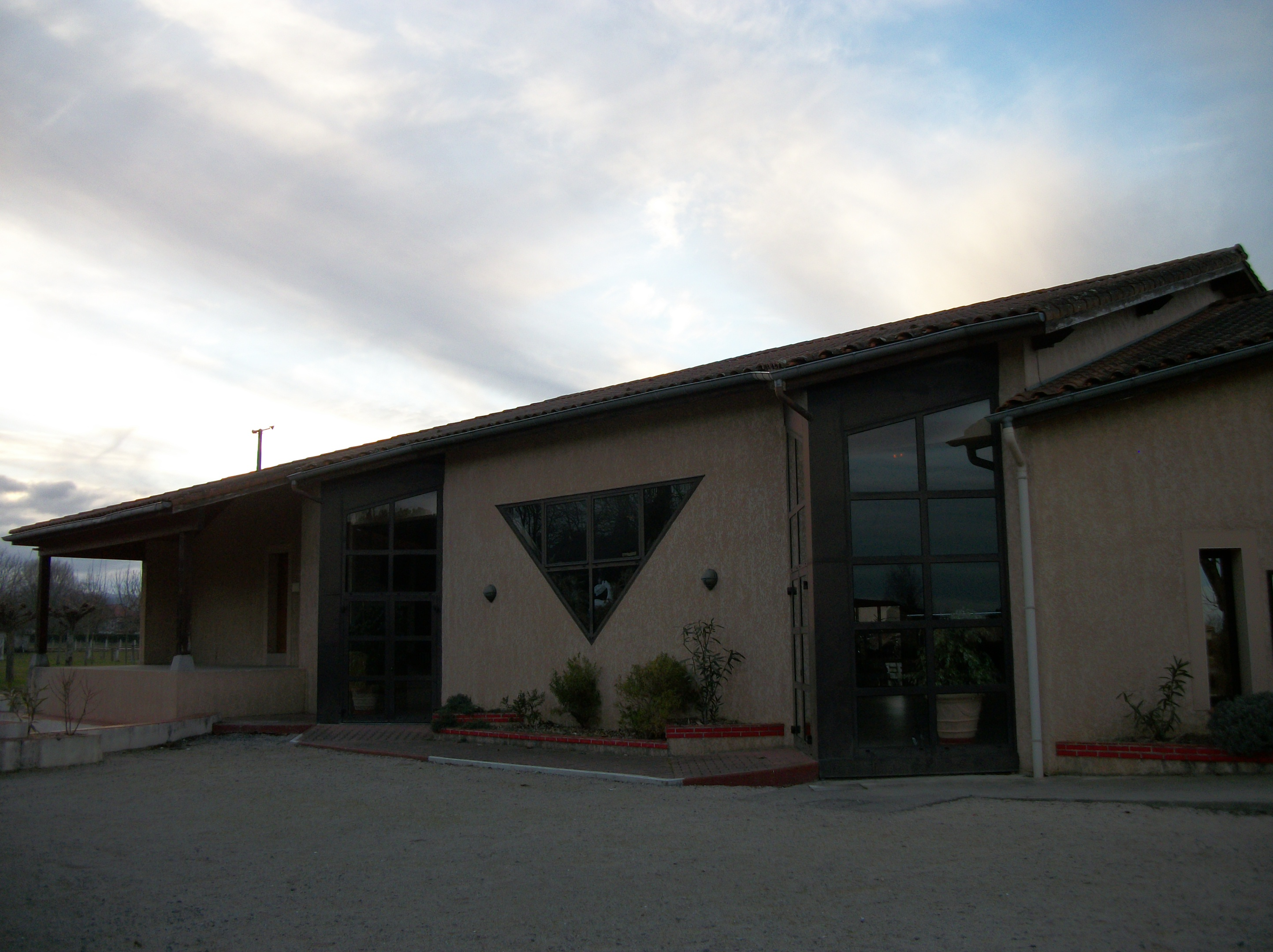
Salle des fêtes.
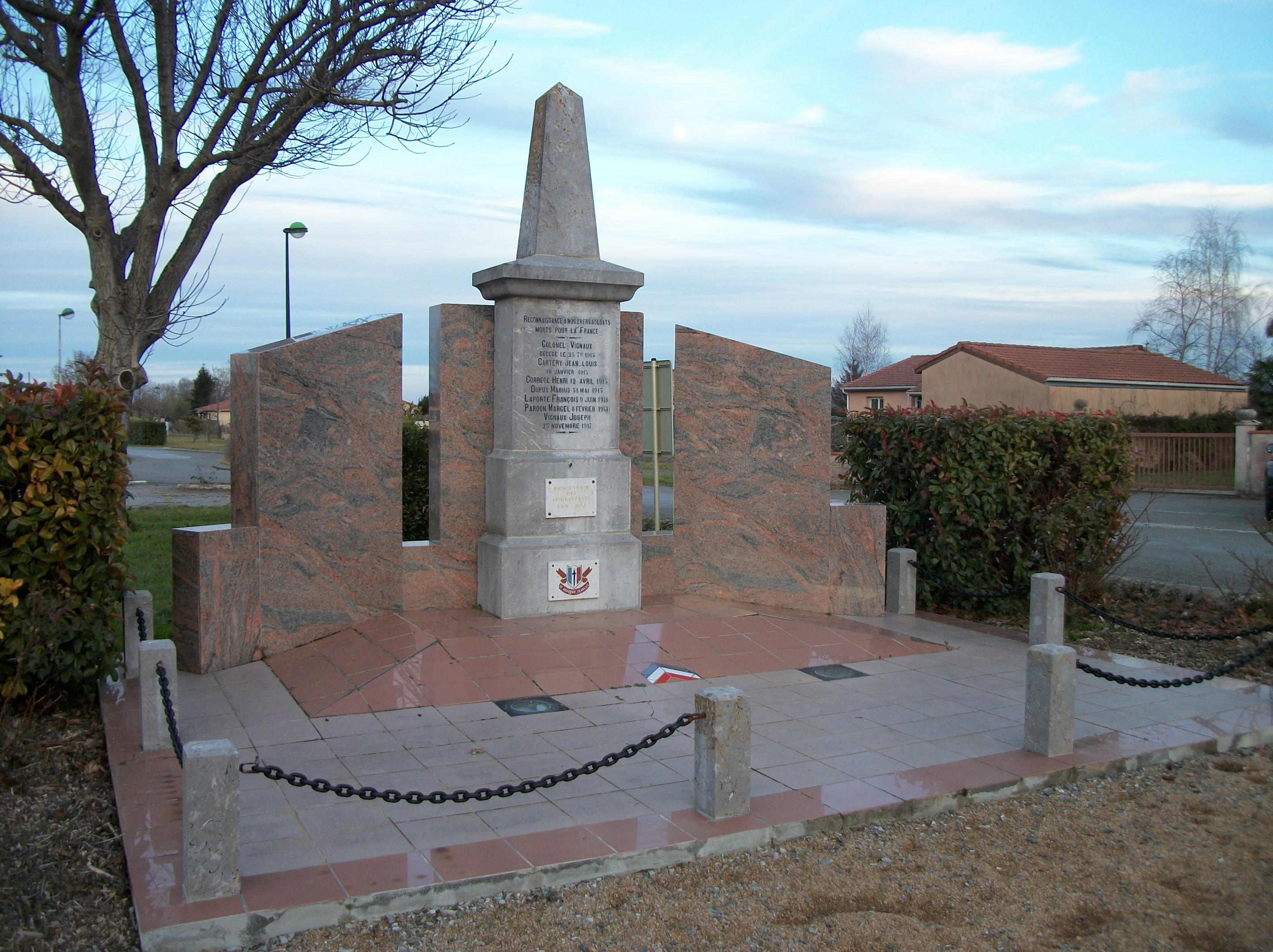
Monument aux morts.
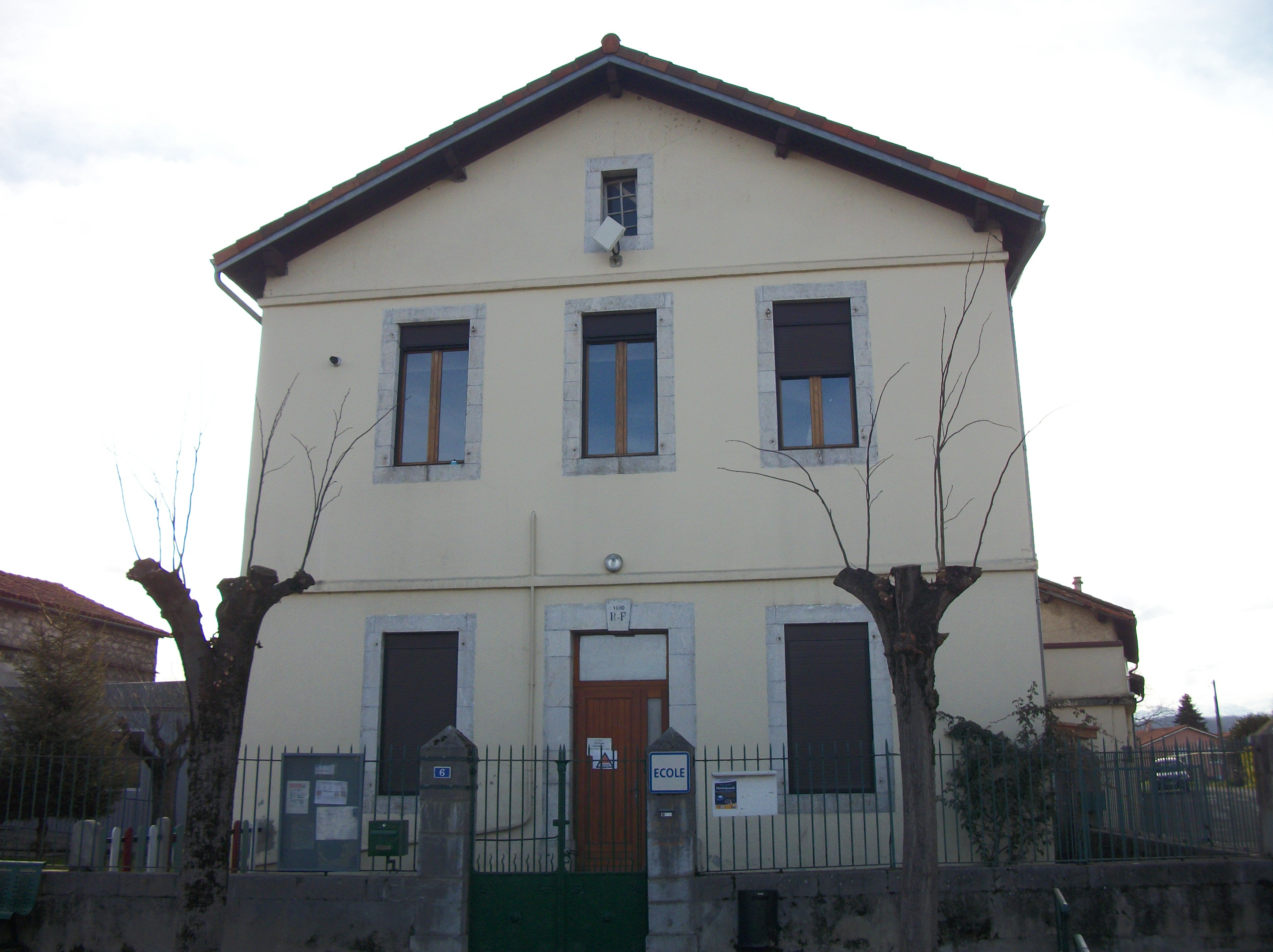
École.
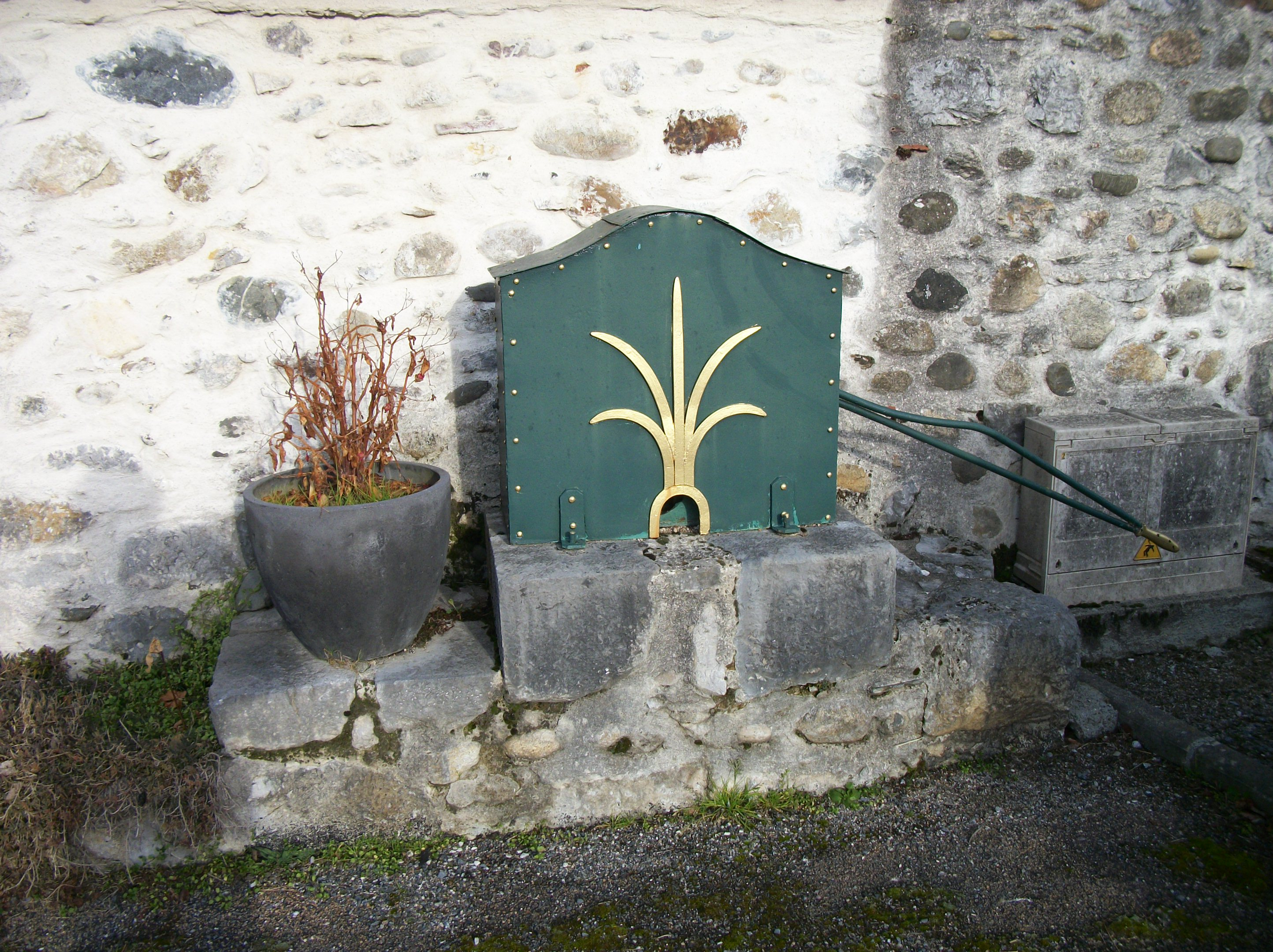

## Pour approfondir